# Cavese 1919
La Cavese 1919 S.r.l., meglio nota come Cavese, è una società calcistica italiana con sede nella città di Cava de' Tirreni, in provincia di Salerno. Milita in Serie C, terza divisione del campionato italiano.
Fondata nel 1919, i suoi colori sociali sono il bianco ed il blu, il simbolo della squadra è l'Aquilotto e disputa le partite casalinghe allo Stadio Simonetta Lamberti di Cava de' Tirreni. Il punto più alto della storia della società è rappresentato dalla partecipazione a tre campionati di Serie B fra il 1981 e il 1984 con il sesto posto raggiunto nella stagione 1982-1983.
Nell'estate del 2011, in seguito a gravi inadempienze finanziarie, la Cavese è esclusa dal campionato di Lega Pro Seconda Divisione, così sorgono due ulteriori realtà calcistiche a Cava: l'A.S.D. Aquilotto Metelliano Cavese, militante nel girone F di Prima Categoria ed il Vis San Giorgio, già militante in Eccellenza, che cambia denominazione in A.S.D. Città de la Cava 1934 e che nella stagione 2011-12 ha disputato il girone B del campionato di Eccellenza Campania.
In seguito, la squadra assumerà la denominazione di U.S.D. Pro Cavese, e, con il ritorno del presidente Gino Montella, la squadra si fonderà con A.S.D Aquilotto Cavese; dopo aver raggiunto l'accordo con l'amministratore unico della S.S. Cavese 1919 S.r.l., Michele Angelo Sica, la nuova società acquisisce anche i beni immateriali della vecchia Cavese. Nel 2014 la società assume la denominazione di "U.S.D. Cavese 1919". Tra i gruppi facenti parte della tifoseria, di particolare rilievo è quello degli NDC (Noi di Cava), fondato nel 1993. Caratterizzati da coreografie e frequenti manifestazioni, risultano tra le tifoserie più calde della regione. 
La Cavese 1919 è una società a responsabilità limitata; dal 2 agosto 2022 la carica di presidente è ricoperta da Alessandro Lamberti.

## Storia

### Le origini
Come in altre parti d'Italia, anche a Cava de' Tirreni il calcio nasce come fenomeno prevalentemente borghese che, solo successivamente, trova un consenso più popolare. Nel maggio del 1919, grazie all'interesse di alcuni giovani borghesi, viene fondata l'Unione Sportiva Cavese. Almeno inizialmente, essa è concepita come una sorta di polisportiva in cui viene praticato, oltre al calcio, anche podismo e ciclismo. Le prime partite si disputano su campi di fortuna e rientrano, in genere, fra i tornei con compagini locali.

### Anni 1920
Il primo presidente della Cavese è Michele Coppola, un illustre e facoltoso cittadino metelliano, che offre alla squadra la possibilità di misurarsi su un vero e proprio campo di gioco, l'impianto "Arena", inaugurato nel 1921 con un'amichevole contro il Naples.
Nello stesso anno il club disputa gli spareggi per la qualificazione in Prima Divisione, corrispondente all'attuale Serie A, perdendoli contro la Nocerina, che poi non sarà comunque ammessa a causa di una controversa decisione della Confederazione.
Nella stagione 1921-22 gioca ancora una volta gli spareggi con la Nocerina: gli avversari, però, non si presentano in campo per la "bella" e la Cavese è promossa in Prima Divisione, grazie anche alle mancate iscrizioni alla stessa di Unione Sportiva Puteolana e Unione Sportiva Salernitana. Da evidenziare, oltre a conferme locali, la presenza in squadra di Giovanni Gallina, che aveva militato nel Casale campione d'Italia del 1914 e collezionato due presenze in Nazionale. In agosto il club si fonde con la Libertas Sporting Club Cava, altra squadra locale.
Nella partita del debutto in Prima Divisione, la Cavese perde in casa, per 4 a 2, contro lo Stabia Sporting Club, anche se il riscatto non tarda ad arrivare, con le affermazioni sui campi di FBC Internaples (antenato del Napoli odierno) ed Ilva Bagnolese. Tuttavia la squadra metelliana, eccezion fatta per la gara di ritorno con la Bagnolese, perde tutte le restanti gare di campionato, segnato dalla tragica scomparsa del suo allenatore-giocatore, Pietro Bensi, assassinato in circostanze mai del tutto chiarite. Termina, al fine, quarta nel girone campano dietro Unione Sportiva Savoia, Internaples e Stabia.
Nella stagione 1923-24 la Cavese, manca di un punto la qualificazione alle semifinali di Lega Sud in seguito alla decisione della F.I.G.C. di trasformare l'1 ad 1 casalingo contro lo Stabia in un 2 a 0 a tavolino a favore degli ospiti. Da segnalare, inoltre, i primi derby ufficiali contro la Salernitana, vinti entrambi.
La stagione successiva, la Cavese si ritrova ai nastri di partenza ancora più ambiziosa, con una serie di acquisti importanti, su tutti l'ungherese Mayer ed il boemo Stejskal, i primi due stranieri mai ingaggiati dalla squadra, e soprattutto, con la scelta del simbolo societario che l'avrebbe accompagnata per il prosieguo della sua storia, l'aquilotto. La Cavese, a causa di una inopinata sconfitta per 2-0 nella trasferta contro i fanalini di coda della Salernitanaudax, chiude inizialmente il girone al terzo posto, ma i dirigenti metelliani scoprono che i salernitani avevano schierato irregolarmente sotto falso nome (Masoero e Serra) due giocatori tesserati per la Vigevanese, e sporgono reclamo presso la Federazione, chiedendo la vittoria a tavolino; la FIGC, ammettendo la buona fede dei salernitani, manda a ripetere la partita il 29 marzo 1925: la Salernitanaudax tuttavia non si presenta in campo e la Cavese, grazie alla conseguente vittoria a tavolino per forfait, sale al secondo posto nel girone campano, riuscendo a qualificarsi alle semifinali di Lega Sud, dove viene inserita nel girone B, che comprende Foot-Ball Club Liberty Bari (ascendente dell'attuale Bari), Alba Roma (poi Roma) e U.S. Messinese (il corrente Messina); alla fine si classificherà seconda dietro l'Alba Roma, qualificata alla finale.
Col ritiro della famiglia Coppola dall'avventura calcistica, viene meno il principale motore economico della Cavese che deve ridimensionare di molto le proprie aspirazioni. Cosicché, nell'autunno del 1925, dopo tre stagioni disputate ai massimi livelli del panorama calcistico, la squadra non riuscì a iscriversi al campionato successivo. Le norme generali dell’epoca avrebbero permesso in questi casi di prendersi un anno di inattività senza inficiare necessariamente il titolo sportivo (soprattutto se il tetto massimo di sei squadre per regione non era stato raggiunto, rendendo possibili eventuali riammissioni d'ufficio per meriti sportivi), se non che intervenne una storica riforma del calcio italiano, la Carta di Viareggio, che al Sud trasformò la Prima Divisione in un girone unico meridionale a numero chiuso, da cui quindi la Cavese rimase esclusa. Ripartì quindi nel 1926 dalla Seconda Divisione, l'attuale Serie C, ma con una squadra composta principalmente da giovani, non riuscendo ad evitare la retrocessione, terminando ultima con appena tre punti. Rimasta nel frattempo anche senza campo (lo stadio "Arena" è sacrificato in nome del progresso), la Cavese esce di scena, con la totale mancanza di fondi che la costringe ad un certo periodo di inattività.

### Anni 1930
Dopo circa un decennio, in cui la Cavese ha preso parte soltanto a competizioni a carattere ufficioso, nella stagione 1937-38 gli aquilotti riescono a ripartire da zero dalla Seconda Divisione, a quell’epoca il più basso torneo locale, categoria disputata anche nell'anno seguente. Sono dei campionati, per così dire, "interlocutori", in cui gli aquilotti si riaffacciano timidamente sul proscenio, essendo ancora sprovvisti, tra l'altro, di un proprio rettangolo di gioco e costretti a chiedere, talvolta, ospitalità ai comuni limitrofi.
La svolta avviene nel 1939, in concomitanza dell'inaugurazione di un nuovo campo sportivo, il "Francesco Palmentieri" (intitolato, su pressione del regime fascista, ad un cittadino cavese morto nella guerra civile spagnola), quando le redini societarie sono prese dall'ex aquilotto Pio Accarino e dal presidente Vincenzo Luciano, che riesce a reclutare oltre 400 soci. Per la stagione 1939-40, i dirigenti metelliani riescono ad ingaggiare Virgilio Felice Levratto che, sebbene a fine carriera, si rivela fondamentale nell'aiutare la squadra a vincere il campionato e risalire in Serie C.

### Anni 1940: la Cavese di Virgilio Felice Levratto
Nella stagione successiva la Cavese paga l'impatto con un campionato molto competitivo, iniziando male la sua avventura e terminando ultima nel girone d'andata. In quello di ritorno, però, trascinata da Levratto, riesce a salvarsi senza fatica, giungendo settima in classifica.
Nella stagione 1941-42 gli aquilotti disputano un ottimo campionato arrivando terzi dietro Salernitana e Ternana mentre la stagione seguente si classifica ottava. Nei due anni successivi, 1944 e 1945, vengono interrotte temporaneamente le attività sportive a causa della guerra. Quando i campionati riprendono, nel 1945-46, la Cavese dovrebbe partecipare al campionato di Serie C ma non riesce ad iscriversi per mancanza di fondi.
La squadra metelliana torna a disputare un campionato ufficiale soltanto nel 1948-49, quando si iscrive in Seconda Divisione. Nell'occasione, vince il campionato, venendo promossa in Prima Divisione. Anche la stagione successiva la Cavese vince il proprio girone, qualificandosi agli spareggi; la squadra campana vince anche gli spareggi ed è promossa in Promozione. Facente parte della rosa, lo slavo Petar Manola, con dei trascorsi nella Lazio e nel Napoli.

### Anni 1950: la Cavese di Antonio Nonis

Antonio Nonis, allenatore della Cavese negli anni 50 e 60 del XX secolo.

La Cavese, in vista della stagione 1950-51, si rinforza ma non riesce ad andare oltre un ottavo posto. Tuttavia la stagione successiva vince il campionato, staccando di sei punti la Nocerina. A causa di una riforma dei campionati però, non è promossa in Serie C ma nella neo costituita IV Serie, dove resta fino alla stagione 1954-55.
In quella stagione, la Cavese, indebolita dalle partenze di Biondo e Willicich, arriva ultima con soli 13 punti e viene retrocessa in Promozione dove gioca dal 1955-56 al 1968-69. Dopo un campionato anonimo chiuso al sesto posto, nel 1956-57 sfiora la promozione in IV Serie, arrivando seconda a pari merito con la Nocerina, ad una sola lunghezza dalla capolista Nola. Seguono campionati anonimi, sfiorando addirittura la retrocessione nella categoria inferiore nelle stagioni 1958-59 e 1959-60.

### Anni 1960: il ritorno di Nonis
Dopo un'altra salvezza stentata nel 1960-61, nel 1961-62 la Cavese chiude al terzo posto dietro a Battipagliese e Nocerina. Nella stagione seguente sfiora di nuovo la promozione, arrivando seconda ancora dietro la Battipagliese. Nel 1963-64, nonostante la penalizzazione di tre punti, vince il proprio girone e si qualifica alle finali regionali per la Serie D, perdendole.
Dopo alcuni campionati anonimi, nella stagione 1967-68 la Cavese arriva terza con tre punti in meno del capolista Sorrento. Il capocannoniere aquilotto è Cuomo, che segna 14 reti. Nel 1968-69 termina la regular season al secondo posto dietro il Portici ma la Lega decide di ripescarla in Serie D per meriti sportivi. Bomber della squadra Valerio Franchini, che segna 29 reti. Nella stessa stagione è inoltre inaugurato un nuovo stadio, il "Comunale", al tempo uno degli stadi più capienti e moderni della Campania.

### Anni 1970: la Serie D e il ritorno tra i professionisti
Tornata in IV Serie, la Cavese si rinforza in modo da raggiungere la salvezza, acquistando Varljen, Brivio, Spolaore e Scarano. Grazie a questi nuovi acquisti termina la stagione al decimo posto.
Nel 1970-71 il club, allenato da Antonio Pasinato, nonostante le partenze di Franchini, Raccuglia, Lasaponara e Ferraro e gli innesti di alcuni calciatori del settore giovanile, tra cui il promettente Aiello, arriva ottavo. Nella stagione seguente, invece, arriva ultima in Serie D ma non retrocede grazie alla fusione con la Pro Salerno, in seguito alla quale assume la denominazione di Pro Cavese. Con un rinnovato gruppo societario, la squadra inizia un nuovo periodo; al sesto e nono posto delle stagioni, rispettivamente, 1974-75 e 1975-76, fa seguito, infatti, nel 1976-77, allenata da Francisco Lojacono, la promozione in Serie C.
Partito Lojacono e messo sotto contratto Corrado Viciani, il "profeta del gioco corto", la Pro Cavese disputa tre campionati da centro classifica (uno in Serie C, due nella neonata Serie C1), partecipando anche al Torneo Interleghe 1980 Anglo-Italiano Semiprofessionisti.

### Anni 1980: la Cavese approda in Serie B

La squadra della stagione 1980-1981, che ottenne la promozione in Serie B riportando la Cavese dopo sei decenni al secondo livello calcistico italiano.

L'anno successivo è uno dei più significativi della storia della Cavese. La società infatti, tornata l'anno precedente alla sua vecchia denominazione, vince il campionato ed è promossa per la prima volta nella sua storia in Serie B. A guidare i metelliani dalla panchina è il tecnico Rino Santin, mentre sul campo si mette in luce soprattutto l'attaccante Claudio De Tommasi, capocannoniere del torneo con 17 reti. Nella stessa stagione, inoltre, la Cavese giunge in semifinale di Coppa Italia di Serie C, perdendola con la Ternana.
La prima stagione in Serie B per la Cavese si conclude con un sedicesimo posto che permette alla squadra di salvarsi soltanto in base alla classifica avulsa. Quella successiva, invece, è indubbiamente la migliore della storia degli aquilotti: la squadra di Santin, infatti, sfiora la promozione in Serie A, vanificata soltanto da un girone di ritorno non all'altezza di quello d'andata, chiuso al terzo posto. Il torneo è ricordato soprattutto per la prestigiosa vittoria a San Siro per 2-1 contro il Milan. Anche nella sfida di ritorno i meneghini non hanno vita facile, non andando oltre il 2-2 (dopo essere andati sul 2-0), cosa che rende la Cavese l'unica squadra, insieme alla Sambenedettese, imbattuta in campionato contro il Milan.

Il gol di Bartolomeo Di Michele che il 7 novembre 1982 sancì la storica vittoria metelliana a San Siro contro il (1-2).

I fasti dell'annata precedente non si ripetono nella stagione successiva, quando la Cavese ritorna in terza serie: decisiva la sconfitta contro la già retrocessa Pistoiese. Da allora non riuscirà più a risalire in cadetteria. Nel 1986, il club subisce l'onta della retrocessione per illecito sportivo. Al termine della stagione 1989-1990, la Cavese è posta in liquidazione e comincia la nuova stagione con il nome di Pro Cavese.

### Anni 1990: l'incubo dell'Eccellenza e il ritorno in Serie C2
Fallita definitivamente nel 1991, la compagine metelliana riparte dall'Eccellenza con il nome di Intrepida Cavese, dopo la fusione con la Intrepida di Lanzara presieduta da Pasquale Sorrentino, riuscendo in poche stagioni a risalire la china.
È della stagione 1993-1994 la vittoria del campionato di Eccellenza con il ritorno in Serie D. Pochi anni dopo, nella stagione 1996-97, con alla società come presidenti Franco Troiano e Gino Montella e sotto la guida tecnica di Ezio Capuano, riesce a tornare tra i professionisti, vincendo il Campionato Nazionale Dilettanti, girone G. Quella squadra mise a segno 58 reti con il bomber Prisciandaro, venuto a stagione in corso e autore di 10 reti in 21 partite, gol quasi tutti decisivi. Ezio Capuano si contraddistinse per il notevole numero di giocatori che fece acquistare alla società nei suoi tre anni, ben 71. Lasciò Cava nell'estate del 1999. Nel 1997-1998 la Cavese ottenne il dodicesimo posto in classifica mentre nel 1998-1999 ottenne l'ottavo posto.
Nel 1999 morì Franco Troiano e la Cavese si trovò alla guida il solo Gino Montella che lasciò la società per insostenibili condizioni economiche, dopo la vittoria in casa contro il Foggia per 2-0 il 23 dicembre 2000, (con 6 vittorie e 5 pareggi e zero sconfitte a 2 punti dai play-off e 4 dai play-out) nelle mani di Antonio Della Monica che non partì bene stravolgendo l'intera rosa della Cavese e portandola in zona retrocessione a fine campionato.

### Anni 2000: lo Scudetto di Serie D e la Supercoppa di Serie C2
I primi scricchiolii arrivano durante il campionato di Serie C2 2000-2001. La Cavese, dopo aver perso i play-out contro il Sant'Anastasia, retrocede in Serie D, salvo essere poi ripescata in C2 dalla federazione.
Nella stagione successiva, invece, accade praticamente l'inverso: gli aquilotti vincono gli spareggi play-out contro il Nardò, ma retrocedono per illecito sportivo, ritornando tra i dilettanti su delibera della CAF. Tuttavia l'anno successivo la compagine biancoblu, allenata dall'emergente Mario Somma, vince il campionato, ritornando in Serie C2. La stagione è coronata, tra l'altro, dalla vittoria della Poule Scudetto contro l'Isernia, laureandosi Campione d'Italia Dilettanti.
Nella stagione 2003-04 conquista la salvezza senza passare per la lotteria dei play-out, vincendo in trasferta all'ultima giornata.
Nel 2004 il presidente Della Monica cede la società, per la prima volta, ad un imprenditore non cavese, Ottavio Cutillo; le scelte come ds ed allenatore ricadono, rispettivamente, su Nicola Dionisio e Salvatore Campilongo. La Cavese, con una squadra costruita con pochi soldi e tanti giovani, disputa un discreto campionato ma crolla nel finale scivolando dal primo al quinto posto, piazzamento tuttavia utile per disputare i play-off dove, dopo aver vinto la semifinale con la Juve Stabia, è sconfitta dal Gela in finale.
Nell'estate del 2005, in seguito alle dimissioni del presidente Ottavio Cutillo, la Cavese rischia di sparire nuovamente ma, grazie all'intervento di Antonio Della Monica, che presenta proprio nell'ultimo giorno utile la fideiussione bancaria, la compagine biancoblu riesce ad iscriversi in extremis alla Serie C2. La promozione si concretizza nella stagione 2005-06: la Cavese vince agevolmente il campionato e ritorna, dopo 21 anni, in Serie C1. Tuttavia, la sera stessa dei festeggiamenti per il salto di categoria, un tragico evento gela la Cava sportiva mentre ancora si gioisce per il traguardo appena raggiunto. Catello Mari, difensore della Cavese da due stagioni, perde la vita in un incidente stradale all'uscita del casello autostradale di Castellammare di Stabia, sua città natale. A Cava, successivamente, viene dedicato un graffito al calciatore scomparso, mentre a Castellammare è promosso un "Memorial" a ricordo della sua figura; inoltre è girato il lungometraggio Ciao Catello amico, calciatore e fratello, in gara alla 26ª edizione di "Sport Movies & Tv - Milano International FICTS Fest" organizzato dalla FICTS.
Per la stagione 2006-07, la Cavese è inserita nel girone B della C1, dove si ripropone, dopo ventuno anni, il derby con la Salernitana, storica rivale dei metelliani. Un campanilismo tra le due tifoserie vissuto, stavolta, in maniera meno accesa, proprio per la scomparsa di Catello Mari. La Cavese sfiora la promozione in Serie B, perdendo la semifinale play-off contro il Foggia al 95º minuto, dopo aver recuperato tre gol di svantaggio alla squadra pugliese (l'andata era finita 5 a 2 per i dauni). Nello stesso giorno della sfortunata gara playoff contro il Foggia, la Cavese categoria allievi professionisti di serie C, allenata dal ventottenne Emilio De Leo, si prende la soddisfazione di diventare Campione d’Italia battendo in finale per 2-0 il Cuneo a Notaresco.
Nella stagione 2007-08 Campilongo lascia la Cavese, firmando proprio con il Foggia. Alla guida della squadra è chiamato Renato Cioffi, reduce da due campionati (Serie D e Serie C2) vinti consecutivamente col Sorrento; la squadra non riesce a ripetere la stagione dell'anno precedente, racimolando pochi punti nel nuovo campionato. Quest'avvio costa la panchina al giovane Cioffi, che è sostituito dal navigato Aldo Ammazzalorso. La situazione, pur senza grossi salti di qualità, sembra migliorare, sennonché, a metà gennaio, l'argentino rassegna le dimissioni, snervato da una politica-mercato cervellotica da parte della società. L'ultima fase del campionato vede la Cavese affidarsi ad Aldo Papagni che la conduce alla salvezza dopo un torneo del tutto anonimo.
Il campionato 2008-09 parte sotto la guida tecnica di Andrea Camplone ed un'ossatura - almeno inizialmente - quasi intatta rispetto alla stagione precedente. I principali nuovi innesti, al ritiro pre-campionato, provengono dal Messina e sono il portiere Petrocco e gli esterni Bernardo e Schetter (quest'ultimo di ritorno da un prestito annuale); in chiusura di calciomercato, poi, giungono anche le firme del mediano Anaclerio dall'Ancona, del difensore centrale Ischia in prestito dal Frosinone, del terzino Lacrimini dal Napoli e del portiere Marruocco, svincolatosi dal Cagliari. Da segnalare, infine, nel mercato invernale, la firma dell'attaccante Alessandro Romeo, in comproprietà con la Sampdoria. Partita con l'obiettivo della salvezza, la squadra metelliana resta, invece, a lungo in zona play-off, fallendo la qualificazione agli stessi soltanto nel finale di campionato, terminando, poi, sesta. In occasione dei 90 anni di storia della società, inoltre, sono presentate delle divise celebrative, di cui una, la blu, indossata dalla squadra nell'ultima gara della stagione.
Nel 2009-10 la Cavese disputa il suo tredicesimo campionato di Lega Pro Prima Divisione della sua storia, classificandosi decima e mantenendo, dunque, la categoria. In estate non viene rinnovata la fiducia ad Andrea Camplone, sostituito in panchina da Agenore Maurizi, proveniente dalla Scafatese, dopo la firma un contratto annuale. Si concretizzano anche un avvicendamento a livello dirigenziale, con Giuseppe Pavone che prende il posto di Nicola Dionisio, dimessosi dopo un mandato di cinque anni, come direttore sportivo, e l'arrivo di due nuovi soci: Giovanni Lombardi, già presidente della Scafatese, e Pasquale Casillo, imprenditore, che con il ds Pavone, va a ricomporre un duo che fu la "mente" del cosiddetto Foggia dei miracoli. Gli stessi nuovi soci, però, lasciano dopo pochi mesi, probabilmente per divergenze in merito ad alcun scelte tecniche. La stessa società, inoltre, in risposta ad alcuni comportamenti lesivi della tifoseria, comunica la decisione, a fine campionato, di rimettere il titolo sportivo nelle mani del sindaco. Sul piano tecnico, pur senza una vera e propria rivoluzione, la società punta a ringiovanire la rosa lasciando partire alcuni membri della "vecchia guardia". L'inizio di campionato non è positivo e l'allenatore Maurizi viene sostituito da Paolo Stringara. Questi riesce a ottenere la salvezza all'ultima giornata: il decimo posto finale è il frutto di un girone di ritorno positivo, dopo l'ultimo posto di quello d'andata. Da menzionare, inoltre, l'eliminazione al primo turno di Coppa Italia per mano del Varese e quella al secondo turno di Coppa Italia di Lega Pro contro il Potenza.

### Anni 2010: il secondo fallimento, la risalita tra i professionisti e il Centenario
Nella stagione 2010-11, dopo aver concluso il campionato all'ultima posizione, la Cavese si ritrova esclusa dai campionati per dissesto economico-finanziario. Non perde, però, l'affiliazione alla FIGC e si iscrive al Campionato campano di Attività Mista.
In seguito all'esclusione della Cavese, sorgono due ulteriori realtà calcistiche a Cava, l'A.S.D. Aquilotto Cavese, militante nel girone C della Terza Categoria squadra allenata da Emilio De Leo (oggi selezionatore della nazionale maltese) che stravincerà il girone di competenza con 24 vittorie su altrettante gare giocate ed addirittura 172 goal realizzati ed appena 6 subiti, e il Vis San Giorgio, già militante in Eccellenza Campania, che cambia denominazione in A.S.D. Città de la Cava 1934, che nella stagione 2011-12 si classifica al terzo posto nel girone B, riuscendo comunque a conquistare la promozione in Serie D vincendo dapprima i play-off regionali, battendo la Palmese in semifinale ed il Montecorvino Rovella in finale, e poi quelli nazionali, battendo l'Audace Cerignola in semifinale e l'Akragas in finale. In seguito, la squadra assumerà la denominazione in Unione Sportiva Dilettantistica Pro Cavese.
La società ha però difficoltà ad iscriversi alla Serie D, perché il presidente Di Marino non dispone della somma di 31.000 euro per l'iscrizione al campionato, e, dopo svariati tentativi di vendere la società, le speranze sembrano svanire quando, con il contributo dei soci e con l'intervento avvenuto in extremis di Gino Montella, si è potuto provvedere all'iscrizione al campionato, ritornando alla presidenza del club dopo la guida della Cavese dal 1995 al gennaio 2001, in seguito alle dimissioni del presidente Alessandro Di Marino.
Il 31 luglio 2012 l'U.S.D. Pro Cavese raggiunge l'accordo con l'amministratore unico della S.S. Cavese 1919 srl, Michele Angelo Sica, per l'utilizzo dei beni immateriali di quest'ultima. Il presidente Gino Montella, infatti, è giunto ad un accordo con Riccardo Tanimi, presidente dell'Aquilotto Metelliano Cavese, il quale, ha accettato il progetto unitario propostogli e pertanto la compagine sociale dell'Aquilotto Metelliano Cavese confluirà all'interno del sodalizio metelliano. Convince, inoltre, le tifoserie della città di ritornare allo stadio per incitare la propria squadra che per un anno hanno deciso di tenere la curva Sud "Catello Mari" chiusa. I vice-presidenti di questa nuova società sono: Francesco Montella, e Riccardo Tanimi. Consigliere della società Peppe Di Lorenzo. La squadra invece è allenata in un primo momento da mister Tommaso Volpi e il nuovo direttore sportivo è Mario Cianciulli, poi con l'ingresso in società di Giuseppe Giugliano con la carica di presidente insieme a Montella arrivano come allenatore Vincenzo Di Maio e come direttore sportivo Francesco Vitaglione.
Lo sforzo del presidente Montella di riunire i tifosi, di dare alla città una squadra, di portare giocatori di categoria superiore come Gerardo Alfano e Sergio Ercolano non viene premiato: infatti per impossibilità di operato dovuta al mancato passaggio delle carte tra la società vecchia e quella nuova, il 13 ottobre Montella e il nuovo socio Giugliano lasciano la società anche su invito della tifoseria metelliana per mancanza di risultati dovuta alla tardiva preparazione fisica dei giocatori. Al loro posto ritornano gli ex dirigenti del Città de la Cava, con presidente Alessandro Di Marino. I calciatori dopo quest'improvviso cambio di vertice giocano fino alla nuova sessione di mercato che li vede partire quasi tutti, tra cui Gerardo Alfano che in seguito conquisterà lo Scudetto Dilettanti con l'Ischia Calcio, mentre rimane fino al suo infortunio la giovane promessa classe 1994, Vincenzo De Luca.
Ritorna Pietropinto come allenatore e il 13 dicembre 2012 la presidenza passa da Alessandro Di Marino all'imprenditore partenopeo Salvatore Manna mentre diventano Tonino Simonetti direttore sportivo, Gennaro Artigiano vicepresidente e dirigente Luca Ciminiello. Nel gennaio 2013 mister Pietropinto e Simonetti vengono esonerati e al loro posto arrivano mister Francesco Chietti e il direttore sportivo Salvatore Casapulla alla loro prima esperienza. Dopo aver cambiato in una sola stagione calcistica ben tre presidenti, quattro allenatori e tre direttori sportivi, la Cavese riesce a strappare i punti necessari per la salvezza.
Dopo 2 stagioni tribolate in Serie D, la prima 2013-2014 sotto la gestione Manna e la seconda 2014-2015 con il duo Monorchio/Vertolomo, la Cavese si trova in grosse difficoltà economiche rischiando di non iscriversi al campionato di quarta serie; quando a luglio 2015 viene acquistata dall'imprenditore Domenico Campitiello che rilancia le ambizioni della squadra di Cava de' Tirreni di un pronto ritorno tra i professionisti.
Nel 2017, dopo due stagioni fallimentari in Serie D, la Cavese viene acquistata da una cordata di imprenditori locali. Nel mese di novembre dello stesso anno, Massimiliano Santoriello acquista il 90% del pacchetto societario (il 10% rimane al presidente Antonio Fariello), diventando nuovo amministratore unico. Il campionato viene chiuso al secondo posto del girone H dietro alla corazzata Potenza che sbanca il "Simonetta Lamberti" con un roboante 3-0. successivamente, i campani vincono i play-off del proprio girone battendo in finale il Taranto. Il 3 agosto la Federazione comunica ufficialmente il ripescaggio in Serie C della Cavese, che dunque torna in un campionato professionistico a distanza di sette anni.. Il 11 settembre 2018, Massimiliano Santoriello rileva il restante 10% del pacchetto societario diventando proprietario di tutte le quote della Cavese 1919 Srl. Il 24 maggio 2019 la società ha festeggiato il centenario di fondazione.

### Anni 2020: il ritorno in Serie D
Nella stagione 2020-2021 la squadra si classifica ultima nel girone C in Serie C: il 25 aprile 2021, dopo la sconfitta esterna per 3-2 rimediata sul campo del Palermo, la società campana retrocede aritmeticamente in Serie D con due giornate d'anticipo. Il successivo campionato di Serie D vede la Cavese, inserita nel girone I, terminare il torneo al secondo posto della classifica e vincere i play-off per il ripescaggio in Serie C, grazie ai successi contro il Sant'Agata in semifinale e l'Acireale in finale. Inserita nel girone H del campionato di Serie D 2022-2023, la compagine cavese si piazza prima a pari punti con il Brindisi; il successivo spareggio in gara unica per decretare la squadra promossa direttamente in Serie C, tenutosi a Vibo Valentia, si conclude con la vittoria dei pugliesi per 3-1, con la Cavese che viene comunque ammessa ai play-off, dove elimina il Casarano, ma viene sconfitta in finale dal Nardò.
La stagione successiva, tuttavia, la Cavese vince il proprio girone di Serie D, ritornando così in terza serie dopo tre stagioni fra i dilettanti.

## Colori e simboli

### Colori
Dal 1919 i colori della Cavese sono il bianco e il blu.

### Simboli ufficiali

#### Stemma
Lo stemma ufficiale della Cavese è l'Aquilotto. il primo logo utilizzato, rappresenta un'aquila che poggia le sue zampe su un pallone e uno scudo con sopra scritto Cavese e 1919.
Lo stemma è preso dall'aquila di pietra che troneggia sull'ingresso di Palazzo Coppola, in viale Garibaldi n. 395.
L'aquilotto è un cucciolo di aquila reale, tuttavia non di rado sulle bandiere o sugli striscioni è esposta, erroneamente, l'immagine di un'Aquila di Mare Testabianca (Aquila americana).
Dagli anni ottanta, viene adottato un nuovo simbolo, composto da un'aquila che abbraccia un pallone, e tale resterà fino al fallimento del 2011. Dopo il fallimento, viene creato un nuovo simbolo in attesa del fallimento della S.S. Cavese 1919: esso ricorda il primo simbolo, è presente analogamente un'aquila che tiene tra le zampe un pallone, e in alto compare la scritta Città de la Cava e in basso Cava de' Tirreni.
Dal 2012, in nuovo presidente Gino Montella riacquisterà i vecchi beni immateriali tramite l'accordo con l'amministratore unico della S.S. Cavese 1919 fallita nel 2011.
Dal 2017, il logo e stemma ufficiale della Cavese 1919 è rappresentato da un scudo in colore Oro con l'interno in colore blu. Al centro dello scudo il pallone da calcio che poggia sulla scritta Cavese 1919 mentre l'Aquilotto stilizzato si erge su di esso.

Primo stemma della Cavese
Stemma in uso nei primi anni ottanta a partire dal 1982
Stemma attualmente in uso dal 2017

## Strutture

### Stadio

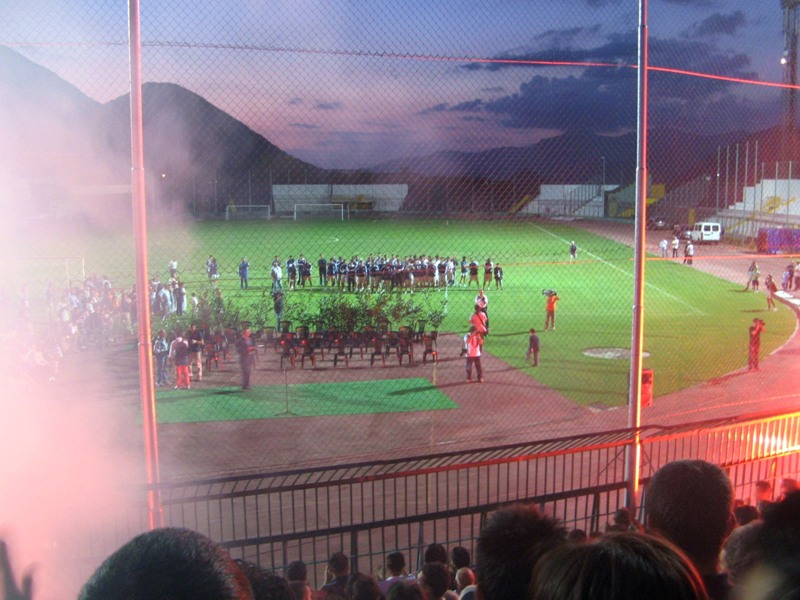
Il terreno di gioco, la curva Nord, parte dei distinti visti dalla curva Sud “Catello Mari”

La Cavese gioca le partite casalinghe allo Stadio Comunale Simonetta Lamberti di Cava de' Tirreni. A fronte di una capienza effettiva di 18 000 di cui sono certificati solamente 7 800 posti. È formato da un unico anello, tranne il settore tribuna che ne dispone di due, di cui quello superiore coperto.
Lo stadio è dotato di un impianto di illuminazione per le manifestazioni in notturna e di una pista di atletica (l'unica nella provincia di Salerno ad 8 corsie insieme a quella presente nello stadio "Dirceu" di Eboli), oltre ad una pedana per il salto in alto di recente costruzione.
Il Lamberti è poi dotato di: sala stampa e riprese video, palestra, sala interviste, quattro spogliatoi per atleti, due per gli arbitri, sala antidoping e parcheggio atleti.

## Società
La squadra nasce il 25 maggio 1919 con la prima denominazione come Unione Sportiva Cavese. Nel 1922 si fonde Con il Libertas Sporting Club Cava, e nella stagione 1960-1961 cambia la denominazione in Gruppo Sportivo Tirrenia, ma già nella stagione successiva assume la denominazione Polisportiva Cavese. Nel 1974, la Polisportiva Cavese cambia nuovamente denominazione in Associazione Sportiva Pro Cavese S.p.a., ma assume già nella stagione 1979-1980 la denominazione di Società Sportiva Cavese S.p.a. Ma già nella stagione 1989-90 assume la denominazione definitiva in Pro Cavese Calcio S.r.l.
In seguito al fallimento del 1991 si fonde con l'Intrepida Lanzara di Castel San Giorgio e assume la denominazione di S.S Intrepida Cavese. La denominazione cambia nuovamente nel 1993 in S.S. Cavese Calcio, e ancora dal 1997 al 2011 in Società Sportiva Cavese Calcio 1919 S.r.l.
Dopo il fallimento del 2011 viene fondata la A.S.D. Città de la Cava 1934 e iscritta nel girone B di Eccellenza Campania. In seguito alla promozione della nuova squadra in Serie D, il presidente Gino Montella affitta per tre anni i vecchi simboli, permettendo così il ritorno alla denominazione di U.S.D. Cavese.
Nel 2012 rileva la società in qualità di presidente Gino Montella, coadiuvato dai vicepresidenti Francesco Montella, Riccardo Tanimi, Giuseppe Giugliano e Peppe Di Lorenzo. L'avvocato Gino Montella subentra dopo che il neo presidente del U.S.D. Pro Cavese, Alessandro Di Marino, non era riuscito a versare la fidejussione di 31.000 euro. Il 31 luglio 2012 La Pro Cavese, dopo aver conseguito l'accordo con l'amministratore unico della S.S. Cavese 1919 srl, Michele Angelo Sica, per l'utilizzo degli storici beni immateriali di quest'ultima, è giunto ad un accordo con Riccardo Tanimi, presidente dell'Aquilotto Metelliano Cavese, il quale ha accettato il progetto unitario propostogli e pertanto la compagine sociale dell'Aquilotto Metelliano Cavese confluirà all'interno del sodalizio metelliano.
Il 13 ottobre 2012, il presidente Gino Montella e Giuseppe Giugliano danno le dimissioni e, al loro posto, ritornano gli ex dirigenti del Città de la Cava e Alessandro Di Marino come presidente.
Il 13 dicembre 2012 la presidenza passa da Alessandro Di Marino all'imprenditore partenopeo Salvatore Manna. Tonino Simonetti direttore sportivo; Gennaro Artigiano vicepresidente; dirigente Luca Ciminiello. Sono solo alcune delle persone da cui parte la nuova società metelliana, dopo l'acquisizione di tutto il pacchetto ad opera della cordata napoletana, che ha voluto fortemente cimentarsi nel calcio partendo dalla D. Tuttavia nel luglio 2014 la società passa all'imprenditore Giovanni Monorchio. L'anno successivo, luglio 2015, la proprietà della USD Cavese 1919 passa nelle mani dell'imprenditore paganese Domenico Campitiello titolare dell'azienda Jomi.
Da novembre 2017, la società a responsabilità limitata Cavese 1919 è di proprietà di Massimiliano Santoriello che detiene il 90% delle quote, mentre il restante 10% resta al presidente Antonio Fariello.
L'11 settembre 2018, Massimiliano Santoriello rileva il restante 10% del pacchetto societario diventando così unico proprietario e presidente.
Con un comunicato stampa del 2 agosto 2022, viene annunciata a sorpresa la cessione della totalità delle quote a favore di una società riconducibile alla VIRIDE S.p.A. amministrata dall'Avv. Alessandro Lamberti che, insieme al padre, assumeranno rispettivamente la carica di Presidente e Presidente Onorario.

### Organigramma societario
Dal sito ufficiale della società. http://www.cavese1919.com/
| Staff dell'area amministrativa - Alfredo Lamberti - Presidente Onorario - Alessandro Lamberti - Proprietario - Marco Nagar e Angelo Piscitelli - VicePresidenti - PierLuigi De Flammineis - Amministratore Delegato - Marco Magari e William Trucillo - General Advisor e Responsabile Area Legale - Luca Bisogno - Team Manager - Giuseppe Pascarelli - Segretario Generale - Clemente Filippi - Direttore Generale - Vincenzo De Liguori - Direttore Sportivo - Gianmarco Amato - Responsabile Sicurezza e Gestioni Eventi - Riccardo Tanimi - Dirigente - Michele Lodato - Responsabile Comunicazione e Addetto Stampa - Luca Vitale - Social Media Manager - Leo Di Marino - Marketing - Mario Terracciano - Responsabile Settore Giovanile - Simone De Maio - Segretario Settore Giovanile - Manuela Pannullo - D.A.O. |

### Sponsor
| Cronologia degli sponsor tecnici - 1981-1983 EnneErre - 1983-1985 Adidas - 1985-1986 ... - 1986-1987 Ennedue - 1987-...Lotto - ... Devis - 2008-2011 Royal - 2011-2012 Legea - 2012-2014 Mass - 2014-2015 Legea - 2015-2016 Doca Sports - 2016-2017 Joma - 2017-oggi Givova | Cronologia degli sponsor ufficiali - 1919... - 1981-1983 Colorificio Farano - 1983-1984 Califano & Panico - 1984-1985 Metelliana s.r.l. - 1986-1987 Il regno delle Carni - 1988... Centro Commerciale Cavese - 2008-2010 De Sio L'Ortofrutta Cavense - 2010-2011 Pastificio Oro Giallo - 2011-2012 Magaldi life e Magaldi Power - 2012-2014 Okpubblicità.com - 2014-2015 Costruzioni Tanimi - 2015-2017 D'Amico, Jomi e Segata - 2017-2018 Jomi - 2018-2019 Jomi e Graetz - 2019 - Bolva Led Tv e Graetz - 2020-2021 Bolva Led Tv e Cava Energia - 2022 - Cava Energia - 2023 - Viride - 2024 - Viride, Pastificio Oro Giallo, Tanimi e Cava Energia |

### Settore giovanile
Il settore giovanile della Cavese, prima del fallimento del 2011, era formato da squadre che giocano nei campionati "Berretti", "Allievi Nazionali", "Allievi Regionali", "Giovanissimi Nazionali" e "Giovanissimi Regionali". Dopo il fallimento, la S.S. Cavese presentava la rosa solo del settore giovanile, infatti la juniores nell'anno 2011-12 ha partecipato al campionato di attività mista, allenata da Mario Saulle. Con l'arrivo del nuovo presidente Gino Montella la Juniores è diventata nazionale e, dopo un cambio d'organico, è passata sotto la guida tecnica di Pietro Matafora.
Con l'avvento del presidente Domenico Campitiello, luglio 2015, il settore giovanile della Cavese è stato profondamente rinnovato affidandone la responsabilità ad Antonio Ruggiero.
La nuova politica aziendale condotta dal patron Massimiliano Santoriello prevede il Settore Giovanile al centro del progetto sportivo, così come si evince dal ruolo di Supervisore dell'intero Settore Giovanile che Santoriello ha ritenuto opportuno svolgere in prima persona monitorando tutte le squadre dalla selezione Esordienti fino alla Berretti.

### La Cavese nella cultura di massa
(Christian De Sica, Yuppies - I giovani di successo)

Il tabellone di San Siro mostra il risultato finale di Milan-Cavese (1-2) del campionato di Serie B 1982-1983.

In coincidenza con il suo approdo al secondo livello calcistico nazionale, nella prima metà degli anni ottanta, la società di Cava de' Tirreni venne citata in alcune commedie cinematografiche italiane del tempo, soprattutto a sfondo sportivo: oltre a una fugace battuta in Yuppies - I giovani di successo a opera di Christian De Sica, la Cavese venne rappresentata in film quali Eccezzziunale... veramente, Il ras del quartiere, Al bar dello sport e L'allenatore nel pallone – in questo ultimo, nelle prime sequenze, appare un gagliardetto del club a casa del protagonista, Lino Banfi.
La Cavese balzò agli onori della cronaca sportiva quando, nel campionato di Serie B 1982-1983, batté il Milan a San Siro col risultato di due reti a una: quello finirà per rimanere l'unico stop casalingo dei rossoneri nell'arco del torneo, e ciò valse ai metelliani il soprannome di "Real Cavese".
Il 25 aprile 2025 viene pubblicato su Amazon Prime Video il docufilm "Make Cavese Great Again", della durata di 78 minuti prodotto da Super con la regia di Marco Curti, per raccontare la storia del club e il forte legame con il territorio.

## Allenatori e presidenti
Di seguito le liste degli allenatori e dei presidenti della storia societaria.
- 1919-1923  Bensi
- 1923-1924  Accarino
- 1924-1925  Accarino e  Pagliara
- 1925-1939 ...
- 1939-1941  Virgilio Felice Levratto
- 1941-1942  Renato Cipriani
- 1942-1943  Renato Cipriani e  Accarino
- 1943-1949 ...
- 1949-1950  Sudati e  Lombardi
- 1950-1951 ...
- 1951-1952  Vittorio Mosele
- 1952-1954  Antonio Nonis
- 1954-1955  Antonio Nonis
 Mihály Kincses
- 1955-1956  Antonio Nonis
- 1956-1957  Béla Kovács
- 1957-1959  Antonio Nonis
- 1959-1960  Lazzarini
 Iacovazzi
- 1960-1961  Iacovazzi
- 1961-1962  Antonio Nonis
 Menotti Bugna
- 1962-1963  Menotti Bugna
- 1963-1964  Menotti Bugna
 Dino Moscardo
- 1964-1965  Antonio Nonis
 D'Avino
 Menotti Bugna
- 1965-1966  Antonio Valese
 Hiden
 Bruno Nardi e  Santucci
- 1966-1967  Bruno Nardi
 Tattini
- 1967-1968  Antonio Nonis
- 1968-1969  Aldo De Fazio
 Dino Moscardo
- 1969-1970  Menotti Bugna
- 1970-1971  Antonio Pasinato
- 1971-1972  Giacomo De Caprio
 Antonio Pasinato
- 1972-1973  Gaetano Vergazzola
- 1973-1974  Gaetano Vergazzola
 Antonio Nonis
- 1974-1975  Silvano Scarnicci
- 1975-1976  Ferrero Alberti
 Tiberio Manzini
- 1976-1977  Francisco Lojacono
- 1977-1978  Pietro Fontana (1ª-25ª)
 Lello Pagano (26ª)
 Corrado Viciani (27ª-38ª)
- 1978-1980  Corrado Viciani
- 1980-1983  Rino Santin
- 1983-1984  Maurizio Bruno
 Umberto Pinardi
 Ottavio Bugatti
- 1984-1985  Romeo Benetti
 Corrado Viciani
- 1985-1986  Francesco Liguori
- 1986-1987  Paolo Braca
 Bruno Piccioni
- 1987-1988  Alfredo Ballarò
 Pietro Fontana
- 1988-1989  Rino Santin
- 1989-1990  Rino Santin
 Mario Zurlini
 Rino Santin
- 1990-1991  Beniamino Cancian
 Paolo Braca
- 1991-1992  Aniello Salzano
 Francesco Ciafrone
- 1992-1994  Vittorio Belotti
- 1994-1995  Paolo Braca
 Vittorio Belotti e  Enrico Nieri
- 1995-1996  Ciro Bilardi
 Rino Santin
 Ezio Capuano
- 1996-1999  Ezio Capuano
- 1999-2000  Claudio Ottoni
 Paolo Lombardo
- 2000-2001  Salvatore Esposito
 Antonio Merolla
 Pasquale Casale
 Sergio Di Palma
- 2001-2002  Vittorio Belotti
 Mario Russo
 Vittorio Belotti
- 2002-2003  Raffaele Di Fusco
 Mario Somma
- 2003-2004  Massimo Silva
 Ezio Castellucci
- 2004-2007  Salvatore Campilongo
- 2007-2008  Renato Cioffi
 Aldo Ammazzalorso
 Aldo Papagni
- 2008-2009  Andrea Camplone
- 2009-2010  Agenore Maurizi (1ª-14ª)
 Paolo Stringara (15ª-34ª)
- 2010-2011  Marco Rossi (1ª-23ª)
 Mauro Melotti (24ª-31ª)
 Francesco Dellisanti (32ª-34ª)
- 2011-2012  Mario Pietropinto[87]
- 2012-2013  Tommaso Volpi (1ª-5ª)[88]
 Vincenzo Di Maio (6ª-8ª)[89]
 Mario Pietropinto (9ª-16ª)[90]
 Francesco Chietti (17ª-30ª)[91]
- 2013-2014  Massimo Agovino (precampionato)
 Francesco Chietti (1ª-34ª)
- 2014-2015  Massimo Agovino
- 2015-2016  Emilio Longo (1ª-23ª)
 Aldo Papagni (24ª-35ª)
 Emilio Longo (36ª-38ª e play-off)
- 2016-2017  Emilio Longo
- 2017-2018  Leonardo Bitetto
- 2018-2019  Giacomo Modica
- 2019-2020  Francesco Moriero (1ª-4ª)
 Salvatore Campilongo (5ª-38ª)
- 2020-2021  Giacomo Modica (1ª-9ª)
 Michele Facciolo (10ª)
 Vincenzo Maiuri (11ª-17ª)
 Salvatore Campilongo (18ª-34ª)
 Vincenzo Maiuri (35ª-38ª)
- 2021-2022  Giuseppe Ferazzoli (1ª-12ª)
 Emanuele Troise (13ª-38ª e play-off)
- 2022-2023  Emanuele Troise
- 2023-2024  Daniele Cinelli
- 2024-2025  Raffaele Di Napoli (1ª-10ª)
 Vincenzo Maiuri (11ª-38ª)

- 1919-1925  Michele Coppola
- 1925-1939 ...
- 1939-1941  Vincenzo Luciani
- 1941-1942  Francesco Massimi
- 1942-1943  Marcantonio Ferro
- 1943-1976 ...
- 1976-1977  Vincenzo Della Monica
- 1977-1978  Federico De Filippis
- 1978-1980  Mario Cipriano
- 1980-1981  Giuseppe Violante
- 1981-1982  Isidoro Sica
- 1982-1983  Giuseppe Violante
- 1983-1984  Andrea Cotugno
- 1984-1987  Guerino Amato
- 1987-1988  Luigi Altobello
- 1988-1989  Adolfo Albano
- 1989-1990  Stefano Provenzani
- 1990-1991  Adolfo Albano
- 1991-1995  Pasquale Sorrentino
- 1995-1999  Gino Montella e  Franco Troiano
- 1999-2000  Gino Montella
- 2000-2001  Gino Montella
 Antonio Della Monica
- 2001-2004  Antonio Della Monica
- 2004-2006  Ottavio Cutillo
- 2006-2010  Antonio Fariello
- 2010-2011  Giuseppe Spatola
- 2011-2012  Alessandro Di Marino[52]
- 2012-2013  Gino Montella e  Giuseppe Giugliano
 Alessandro Di Marino[53]
 Salvatore Manna[78]
- 2013-2014  Salvatore Manna
- 2014-2015  Giovanni Monorchio e  Andrea Vertolomo (co-presidente)
- 2015-2017  Domenico Campitiello
- 2017-2018  Antonio Fariello
- 2018-2022  Massimiliano Santoriello
- 2022-oggi  Alessandro Lamberti

## Calciatori

### Maglie ritirate
N° 6 - Ritirata in onore del difensore della Cavese, Catello Mari, nato a Castellammare di Stabia il 5 luglio 1978 e morto all'alba del 16 aprile 2006 in un incidente stradale, mentre rientrava a casa dei genitori dopo aver partecipato alla festa per la promozione in Serie C1.

## Palmarès

### Competizioni nazionali
- Scudetto Serie D: 1

2002-2003
- Supercoppa di Serie C2: 1

2006

## Statistiche e record

### Partecipazione ai campionati
| Livello | Categoria                       | Partecipazioni | Debutto   | Ultima stagione | Totale |
| ------- | ------------------------------- | -------------- | --------- | --------------- | ------ |
| 2º      | Serie B                         | 3              | 1981-1982 | 1983-1984       | 3      |
| 3º      | Seconda Divisione               | 1              | 1926-1927 | 1926-1927       | 20     |
| 3º      | Serie C                         | 9              | 1940-1941 | 2025-2026       | 20     |
| 3º      | Serie C1                        | 7              | 1978-1979 | 2007-2008       | 20     |
| 3º      | Lega Pro Prima Divisione        | 3              | 2008-2009 | 2010-2011       | 20     |
| 4º      | Promozione                      | 2              | 1950-1951 | 1951-1952       | 32     |
| 4º      | IV Serie                        | 3              | 1952-1953 | 1954-1955       | 32     |
| 4º      | Serie D                         | 15             | 1969-1970 | 2023-2024       | 32     |
| 4º      | Serie C2                        | 13             | 1986-1987 | 2005-2006       | 32     |
| 5º      | Campionato Nazionale Dilettanti | 3              | 1994-1995 | 1996-1997       | 6      |
| 5º      | Serie D                         | 3              | 2002-2003 | 2013-2014       | 6      |

La Cavese ha disputato 55 stagioni sportive tra i professionisti o tra i semiprofessionisti: 13 tornei di Serie C2, 15 campionati al terzo livello (Seconda Divisione (D.D.I.S.), Serie C, Serie C1 e Lega Pro Prima Divisione), 3 in Serie B, e infine 13 stagioni della Serie D/IV Serie/Promozione Interregionale quando era ancora semiprofessionistica (solo nel 1981 la Serie D fu affidata alla gestione della Lega Nazionale Dilettanti, prima di allora era gestita, insieme alla Serie C, dalla Lega Nazionale Semiprofessionisti, l'odierna Lega Pro). Tra i dilettanti ha invece disputato 6 stagioni al 5º livello (Serie D dopo la creazione della C2), l'odierna massima serie dilettantistica, e 18 stagioni ai campionati regionali (Eccellenza, Campionato Dilettanti e Prima Categoria). Negli anni venti, tra il 1922 e il 1925, la Cavese ha disputato la Prima Divisione della Lega Sud, dilettantistica e strutturata in eliminatorie regionali, qualificandosi alle semifinali interregionali di Lega Sud in un'occasione (1924-1925).

### Statistiche di squadra

La Cavese della stagione 1982-1983, sesta classificata in Serie B, al suo miglior risultato nei campionati nazionali a girone unico.

La Cavese ha ottenuto nella sua storia una promozione in Serie B, ed ha disputato 3 campionati consecutivi nella serie cadetta. In più, ha disputato due campionati di massima serie, prima che si creasse la Serie A. Inoltre ha disputato sia il primo campionato della neonata Serie C1 che il suo ultimo campionato prima che diventasse Lega Pro Prima Divisione.
Campionati nazionali
Prima Divisione
- Stagioni disputate: 3
- Miglior piazzamento: 2º posto nelle semifinali di Lega Sud (nella stagione 1924-1925)

Serie B
- Stagioni disputate: 3
- Miglior piazzamento: 6º posto (nella stagione 1982-1983)

Serie C1
- Campionati vinti: 1 (1980-1981)
- Promozioni in Serie B: 1 (1980-1981)

Serie C2
- Campionati vinti: 1 (2005-2006)
- Promozioni in Serie C1: 2 (1977-1978; 2005-2006)

Serie D
- Campionati vinti: 3 (1976-1977; 1996-1997; 2002-2003)
- Promozioni in Serie C2: 2 (1996-1997; 2002-2003)
- Scudetti Dilettanti: 1 (2002-2003)

Campionati regionali
Seconda Divisione Campania: 3
Promozione in Prima Divisione (massima serie): 1 (1921-1922)
Prima Divisione Campania: 1
- Promozioni in Serie C (unica): 1 (1939-1940)

Eccellenza Campania
- Campionati vinti: 1 (1993-1994)
- Promozioni in Serie D / C.N.D.: 2 (1993-1994; 2011-2012)
- Partita con più gol in assoluto:  Cavese -  Licata 19-5 (2013-2014)

Partite record in Serie B
- Vittoria più larga:  Cavese -  Reggiana 5-1 (1981-1982)
- Sconfitta più larga:  Bari -  Cavese 5-0 (1981-1982)

Le partite più importanti
- Milan -  Cavese 1-2; 2-2 (1982-1983)
- Bologna -  Cavese 1-1; 0-1 (1982-1983)
- Lazio -  Cavese 1-1; 2-2 (1982-1983)

### Statistiche individuali
| Record di presenze - 235 Claudio De Rosa (2000-2001; 2002; 2011-2021) - 216 Luciano Carafa (1986-1991; 1996-1998) - 214 Sergio Mari (1982-1983; 1990-1991; 1995-1996) - 201 Gerardo Alfano (2002; 2004-2009; 2010-2011; 2012-2013) - 200 Antonio Schetter (2003-2007; 2008-2011) - 192 Giovanni Gregorio (1973-1978; 1979-1984) - 188 Roberto Pidone (1979-1984; 1987-1988) - 164 Tony D'Amico (2002-2007; 2011) - 160 Giuseppe Pavone (1981-1986) - 159 Adriano Polenta (1979-1982; 1989-1991) - 125 Paolo Braca (1977-1982) | Record di reti - 106 Claudio De Rosa (2000-2001; 2002; 2011-2021) - 30 Antonio Schetter (2003-2007; 2008-2011) - 29 Valerio Franchini (1968-1969) - 29 Giuseppe Aquino (2005-2009) - 28 Claudio De Tommasi (1979-1982) - 26 Vittorio Torino (1995-1996) - 22 Massimiliano Scichilone (2003-2005) - 21 Sergio Ercolano (2006-2008) - 20 Gerardo Alfano (2002; 2004-2009; 2010-2011; 2012-2013) - 16 Alessandro Ambrosi (1997-1998) |

## Tifoseria

### Storia

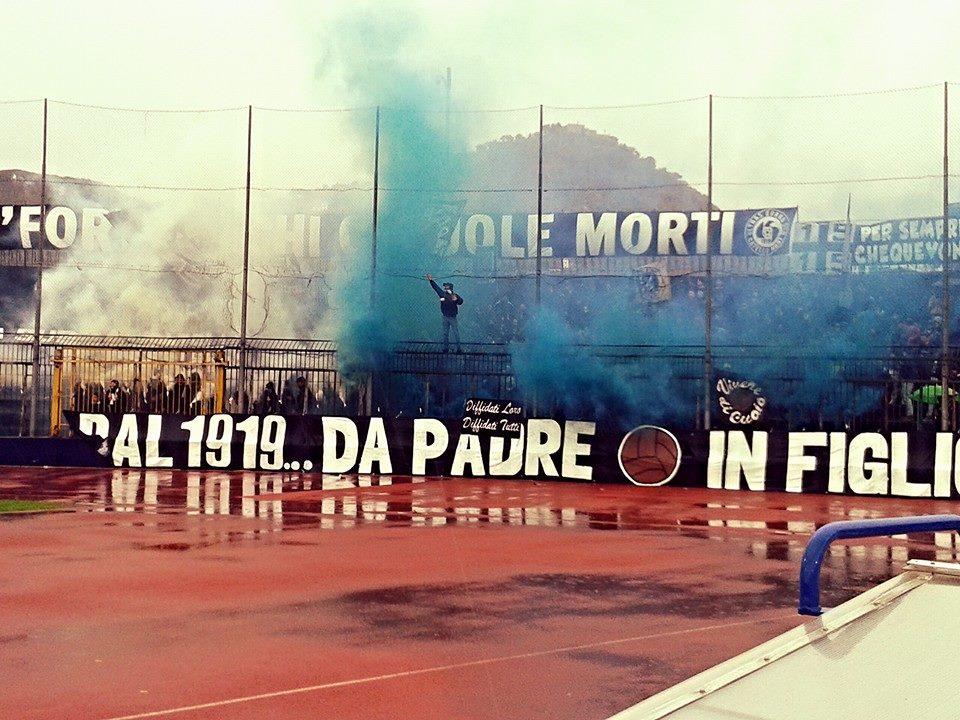
La curva Sud "Catello Mari".

I principali gruppi ultras che colorano la curva Sud “Catello Mari” sono gli Epitaffio, NDC, Nucleo Mods e gli Ultra94. Recentemente è stato costituito il gruppo Aquile del Nord che raggruppa i tifosi residenti nel nord Italia.

### Gemellaggi, amicizie e rivalità
La tifoseria non ha gemellaggi bensì amicizie come Lecce, Atalanta, Fasano, buoni rapporti anche con Crotone, Juve Stabia, Avellino e Pescara.. Si registrano, invece, cattivi rapporti con la maggior parte delle squadre campane: su tutte con la Salernitana, per motivi prettamente campanilistici data l'estrema vicinanza tra i due comuni; e l'accesissima e storica rivalità con la Nocerina. Cattivi rapporti sono intrattenuti anche con Benevento, Taranto, Acireale, Casertana, Reggina (per via del gemellaggio con i cugini salernitani), Turris e Paganese.

## Organico

### Rosa 2025-2026
Rosa, numerazione e ruoli, sono aggiornati al 16 agosto 2025.
| N. |                           | Ruolo | Calciatore         |
| -- | ------------------------- | ----- | ------------------ |
| 1  | Italia (bandiera)         | P     | Domenico Lamberti  |
| 2  | Italia (bandiera)         | D     | Matteo Di Paola    |
| 3  | Italia (bandiera)         | C     | Gaetano Vitale     |
| 4  | Kosovo (bandiera)         | C     | Elvaris Suplja     |
| 7  | Italia (bandiera)         | A     | Daniele Sorrentino |
| 8  | Italia (bandiera)         | C     | Mario Barone       |
| 9  | Italia (bandiera)         | A     | Angelo Guida       |
| 10 | Italia (bandiera)         | A     | Giuseppe Fella     |
| 11 | Costa d'Avorio (bandiera) | A     | Adama Diarrassouba |
| 12 | Italia (bandiera)         | P     | Valerio Boffelli   |
| 13 | Italia (bandiera)         | D     | Nicolò Evangelisti |
| 14 | Russia (bandiera)         | D     | Andrea Pelamatti   |
| 17 | Italia (bandiera)         | D     | Francesco Nunziata |
| 18 | Italia (bandiera)         | D     | Luca Piana ()      |
| 20 | Italia (bandiera)         | C     | Francesco Maiolo   |

| N. |                    | Ruolo | Calciatore            |
| -- | ------------------ | ----- | --------------------- |
| 21 | Italia (bandiera)  | C     | Giuseppe Fornito      |
| 22 | Italia (bandiera)  | P     | Francesco Manzo       |
| 23 | Italia (bandiera)  | C     | Davide Munari         |
| 25 | Italia (bandiera)  | D     | Manuel Peretti        |
| 26 | Italia (bandiera)  | D     | Federico Iurgens      |
| 27 | Italia (bandiera)  | D     | Ciro Loreto           |
| 28 | Italia (bandiera)  | D     | Mattia Macchi         |
| 33 | Italia (bandiera)  | P     | Simone Iuliano        |
| 34 | Italia (bandiera)  | D     | Agostino Rizzo        |
| 70 | Italia (bandiera)  | C     | Federico D'Incoronato |
| 73 | Italia (bandiera)  | D     | Daniele Bolcano       |
| 77 | Italia (bandiera)  | D     | Igor Amerighi         |
| 82 | Italia (bandiera)  | A     | Gerardo Fusco         |
|    | Polonia (bandiera) | D     | Thiago Cionek         |